# 사이러스: 마인드 오브 어 시리얼 킬러
《사이러스: 마인드 오브 어 시리얼 킬러》(Cyrus: Mind of a Serial Killer)는 2010년 공개된 공포 스릴러 영화이다.

## 출연
- 브라이언 크라우스 - 사이러스 역
  - 월터 베즈트 - 사이러스 아역
- 대니엘 해리스 - 마리아 역
- 랜스 헨릭슨 - 에밋 역
- 퍼트리샤 벨처 - 메이벨 역
- 레이 돈 총 - 비비언 역
- 더그 존스 - 댈러스 박사 역
- 앤 레이턴 - 비키 역
- 애리스 멘도자 - 티나 역
- 빌 밀러 - 존 역
- 타니아 뉴볼드 - 몰리 역
- 킴 로즈 - 앨버트 박사 역
- 질 샌드마이어 - 앰버 역
- 티퍼니 셔피스 - 사이러스의 어머니 역
- 셔나 월드론 - 클로이 역
- 윈터 존스 - 톰 역
- 맥스 레서 - 리치 역
- 브룩 파커 - 알렉시스 역